# Problème de couverture maximale
En algorithmique, le problème de couverture maximale consiste à couvrir un nombre maximal d'éléments avec au plus k sous-ensembles mis à disposition.
Ce problème algorithmique est NP-dur et il existe des algorithmes d'approximation pour le résoudre,. C'est une variante du problème de couverture par ensembles.

## Définition
L'entrée du problème est un ensemble d'éléments, une liste de sous-ensembles de cet ensemble et un entier k, et l'on doit trouver k sous-ensembles tels que le nombre d'éléments appartenant à au moins l'un de ceux-ci est maximisé. On dit qu'un élément est couvert s'il appartient à l'un des sous-ensembles sélectionnés.

## Optimisation linéaire en nombre entier
On peut formaliser le problème comme un problème d'optimisation linéaire en nombre entier:
| maximiser            | {\displaystyle \sum _{e_{j}\in E}y_{j}}               | (maximiser le nombre d'éléments couverts)                                                                   |
| sous les contraintes | {\displaystyle \sum {x_{i}}\leq k}                    | (au plus {\displaystyle k} sous-ensembles sont sélectionnés)                                                |
|                      | {\displaystyle \sum _{e_{j}\in S_{i}}x_{i}\geq y_{j}} | (si {\displaystyle y_{j}>0} alors au moins un sous-ensemble {\displaystyle e_{j}\in S_{i}} est sélectionné) |
|                      | {\displaystyle y_{j}\in \{0,1\}}                      | (si {\displaystyle y_{j}=1} alors {\displaystyle e_{j}} est couvert)                                        |
|                      | {\displaystyle x_{i}\in \{0,1\}}                      | (si {\displaystyle x_{i}=1} alors {\displaystyle S_{i}} sélectionné)                                        |

## Extensions
Citons deux extensions :
- Le problème de couverture maximale avec budget[3] consiste à attribuer un coût à chaque sous-ensemble. L'objectif est toujours de maximiser le nombre d'éléments couverts mais sans dépasser un budget alloué.
- Le problème de couverture maximale généralisé[4] consiste à attribuer un coût à chaque sous-ensemble, ainsi qu'un coût et un poids à chaque élément selon quel sous-ensemble le couvre.